# Carennac
Carennac é uma comuna francesa na região administrativa de Occitânia, no departamento de Lot. Estende-se por uma área de 19,00 km². Em 2010 a comuna tinha 426 habitantes (densidade: 22,4 hab./km²).
Pertence à rede das As mais belas aldeias de França.